# Гангстер (фільм)
«Гангстер» (англ. American Gangster, дослівно «Американський гангстер») — американська біографічна кримінальна драма режисера Рідлі Скотта (був також продюсером), що вийшла 2007 року. У головних ролях Дензел Вашингтон, Рассел Кроу.
Сценарій картини написав Стівен Зейлліан, продюсером був також Брайан Ґрейзер. Вперше фільм продемонстрували 19 жовтня 2007 року у США у Нью-Йорку. В Україні прем'єра фільму відбулась 6 грудня 2007 року. 

## Сюжет
Після смерті найбільшого гарлемського кримінального авторитета Бампі Джонсона його водій Френк Лукас перебирає контроль над бандою, з часом збільшуючи розміри своєї злочинної імперії. Основа його успіху — це якісний і дешевий героїн, що він постачає прямо з Азії у трунах загиблих у В'єтнамській війні американських солдатів. Проте на хвіст йому постійно наступає нью-йоркський поліцейський Річі Робертс.

## У ролях
| Актор            | Персонаж                                  | Роль                                                      |
| ---------------- | ----------------------------------------- | --------------------------------------------------------- |
| Дензел Вашингтон | Френк Лукас (англ. Frank Lucas)           | водій глави кримінального угруповання, пізніше наркобарон |
| Рассел Кроу      | Річі Робертс (англ. Richie Roberts)       | детектив                                                  |
| Джош Бролін      | Рено Трупо (англ. Reno Trupo)             | детектив                                                  |
| Чиветел Еджіофор | Г'юї Лукас (англ. Huey Lucas)             | брат Френка                                               |
| Лімарі Надаль    | Єва (англ. Eva)                           | королева краси Пуерто-Рико, кохана Френка                 |
| Тед Левайн       | Лоу Тобек (англ. Lou Toback)              | капітан поліції                                           |
| Джон Гокс        | Фредді Спірман (англ. Freddie Spearman)   | детектив                                                  |
| RZA              | Мойсей Джонс (англ. Moses Jones)          | поліцейський                                              |
| Малкольм Гудвін  | Джиммі Зі (англ. Jimmy Zee)               | інформатор                                                |
| Карла Гуджино    | Лорі Робертс (англ. Laurie Roberts)       | дружина Річі                                              |
| Куба Гудінг      | Нікі Барнс (англ. Nicky Barnes)           | бос мафії                                                 |
| Арманд Ассанте   | Домінік Каттано (англ. Dominic Cattano)   | мафіозі                                                   |
| Джон Ортіс       | Хав'єр Дж. Рівера (англ. Javier J Rivera) |                                                           |
| Джо Мортон       | Чарлі Вільямс (англ. Charlie Williams)    |                                                           |
| Ідріс Ельба      | Танго (англ. Tango)                       |                                                           |
| Common           | Тернер Лукас (англ. Turner Lucas)         |                                                           |

## Сприйняття

### Критика
Фільм отримав загалом позитивні відгуки: Rotten Tomatoes дав оцінку 80% на основі 209 відгуків від критиків (середня оцінка 7/10) і 86% від глядачів із середньою оцінкою 4/5 (957 002 голоси). Загалом на сайті фільми має позитивний рейтинг, фільму зарахований «стиглий помідор» від кінокритиків і «попкорн» від глядачів, Internet Movie Database — 7,8/10 (231 743 голоси), Metacritic — 76/100 (38 відгуків критиків) і 7,4/10 від глядачів (263 голоси). Загалом на цьому ресурсі від критиків і від глядачів фільм отримав позитивні відгуки.

### Касові збори
Під час показу у США, що почався 2 листопада 2007 року, протягом першого тижня фільм показали у 3 054 кінотеатрах і він зібрав $43 565 115, що на той час дозволило йому посісти перше місце серед усіх тогочасних прем'єр. Показ закрився 31 січня 2008 року, протривавши 91 день (13 тижнів). За цей час фільм зібрав у прокаті у США $130 164 645, а у світі — $136 300 392, тобто загалом $266 465 037 при бюджеті $100 млн.
Під час показу в Україні, що стартував 13 грудня 2007 року, протягом першого тижня фільм показали у 48 кінотеатрах і він зібрав $145 740, що на той час дозволило йому посісти третє місце серед усіх прем'єр. Показ протривав 42 дні (5 тижнів) і завершився 13 січня 2008 року. За цей час фільм зібрав в Україні $345 900.

### Нагороди і номінації[10]
| Рік  | Нагорода                                           | Категорія                              | Номінант                    | Результат |
| ---- | -------------------------------------------------- | -------------------------------------- | --------------------------- | --------- |
| 2008 | 80-та церемонія вручення нагороди «Оскар»          | Найкраща робота художника-постановника | Артур Макс, Бет А. Рубіно   | Номінація |
| 2008 | 80-та церемонія вручення нагороди «Оскар»          | Найкраща жіночу роль другого плану     | Рубі Ді                     | Номінація |
| 2008 | БАФТА у кіно                                       | Найкраща операторська робота           | Гарріс Савідіс              | Номінація |
| 2008 | БАФТА у кіно                                       | Найкраща операторська робота           | Гарріс Савідіс              | Номінація |
| 2008 | БАФТА у кіно                                       | Найкращий монтаж                       | П'єтро Скалія               | Номінація |
| 2008 | БАФТА у кіно                                       | Найкращий фільм                        | Рідлі Скотт, Брайан Ґрейзер | Номінація |
| 2008 | БАФТА у кіно                                       | Найкраща музика до фільму              | Марк Штрайтенфельд          | Номінація |
| 2008 | БАФТА у кіно                                       | Найкращий оригінальний сценарій        | Стівен Зейлліан             | Номінація |
| 2008 | BET Awards                                         | Найкращий актор                        | Дензел Вашингтон            | Перемога  |
| 2008 | BET Awards                                         | Найкращий актор                        | Ідріс Ельба                 | Номінація |
| 2008 | Empire Awards                                      | Найкращий трилер                       | фільм                       | Перемога  |
| 2008 | 65-та церемонія вручення нагороди «Золотий глобус» | Найкраща режисерська робота            | Рідлі Скотт                 | Номінація |
| 2008 | 65-та церемонія вручення нагороди «Золотий глобус» | Найкращий фільм — драма                | фільм                       | Номінація |
| 2008 | 65-та церемонія вручення нагороди «Золотий глобус» | Ннайкращий актор (драма)               | Дензел Вашингтон            | Номінація |
| 2008 | Sant Jordi Awards                                  | Найкращий іноземний фільм              | Рідлі Скотт                 | Перемога  |